# لحم البقر المشوي
لحم البقر المشوي هو طبق من اللحم البقري المشوي، وعادة ما يُقدَّم طبقًا رئيسيًّا في الوجبة. في الأنجلوسفير يُباع لحم البقر المشوي المقطّع كقطع لانشون بارد.

## تاريخ
لحم البقر المشوي هو طبق وطني مميز في إنجلترا ويحمل معنى ثقافيًا للغة الإنجليزية ويعود تاريخه إلى عام 1731.

## شطيرة لحم البقر المشوي
تتكون شطيرة لحم البقر المشوي عادة من الخبز، ولحم البقر المشوي البارد، والخس،  الطماطم والخردل.